# Josep Gallés
Josep Gallés Salabert (Castelltersol, 1758 - Vich, 1836) fue organista y maestro de capilla de la catedral de San Pedro de Vic (provincia de Barcelona).
Poco de la música de Gallés ha sido publicado. De él nos han llegado 23 sonatas para teclado, transcritas por B. Johnsson y revisadas por G. Estrada, han sido publicadas por el Instituto de Estudios Catalanes en 1995. Joaquín Nin ya publicó en 1928, en la editorial Eschig, 6 de estas sonatas, pero hizo numerosos añadidos a su edición, como dinámicas, indicaciones metronómicas (que actualmente no se suelen considerar apropiadas), cambios de tempo y alteraciones en la ornamentación. Existe otra edición un poco más fiel y más reciente que la de Nin, de Giuliani Marchi, en 1977, pero definitivamente la edición de Johnsson es fiel al original y sus adiciones están claramente indicadas y referidas en el comentario.
El estilo de Gallés es relativamente simple y se encuentra libre de ornamentación superflua. La melodía aparece a menudo por octavas quebradas, técnica típica de la acción de martillos del fortepiano.
Sus "Versos" para órgano se encuentran en el Archivo Musical del Monasterio de Montserrat.